# الیشا اوتیس
الیشا گریوز اوتیس (به انگلیسی: Elisha Graves Otis) (۱۸۱۱-۱۸۶۱) مخترع آمریکایی بود.
او نخستین آسانسور با ترمز اتوماتیک را در ۱۸۵۲ اختراع نمود و کارکرد آنرا در نمایشگاه جهانی نیویورک در سال ۱۸۵۳ در معرض نمایش عمومی قرار داد. اختراع او سبب می‌شد تا در صورت پاره شدن کابل نگهدارندهٔ کابین آسانسور و پایین افتادن آن، ترمزها به طور خودکار فعال شده و جلوی سقوط آن را بگیرند. در نتیجهٔ این اختراع، راه برای ساخت و توسعهٔ بیشتر آسمانخراشها و استفاده از آسانسور در آنها هموارتر شد.
اوتیس در ۸ آوریل ۱۸۶۱ بر اثر ابتلا به بیماری دیفتری و در سن ۴۹ سالگی درگذشت.

## نگارخانه

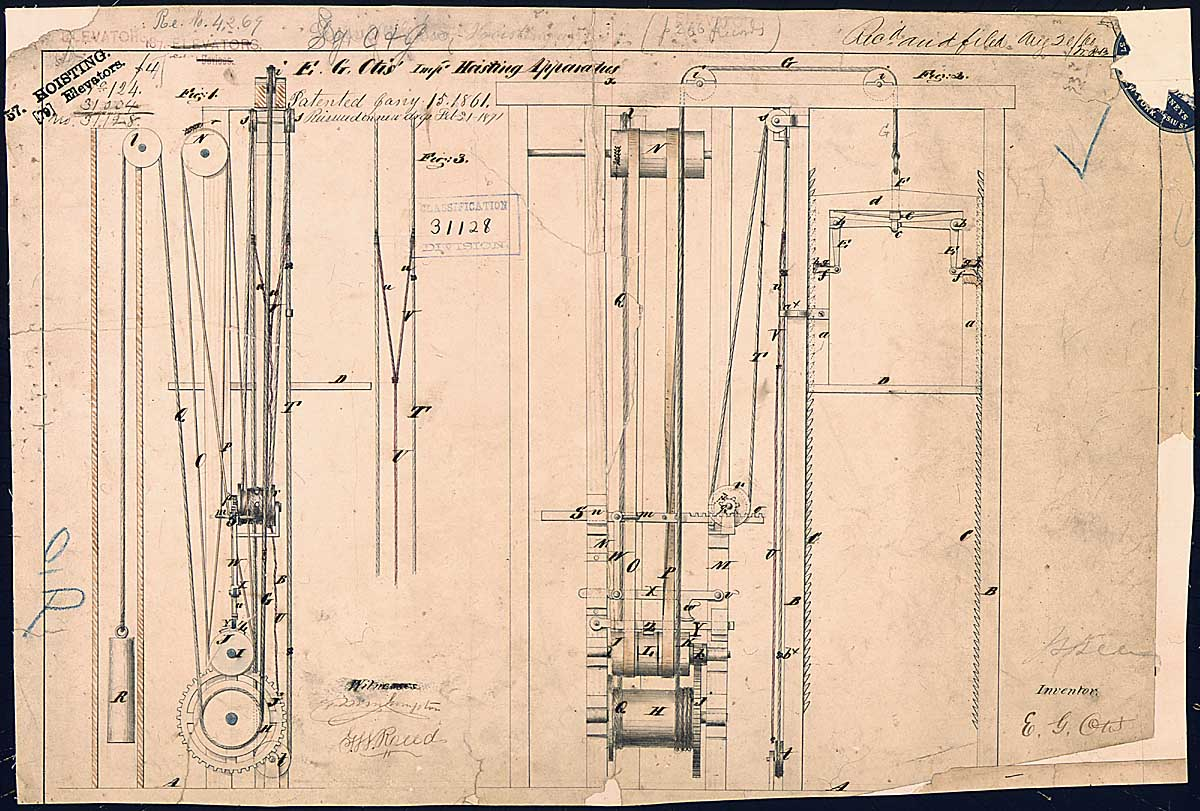
طرح آسانسور اوتیس در ۱۸۶۱
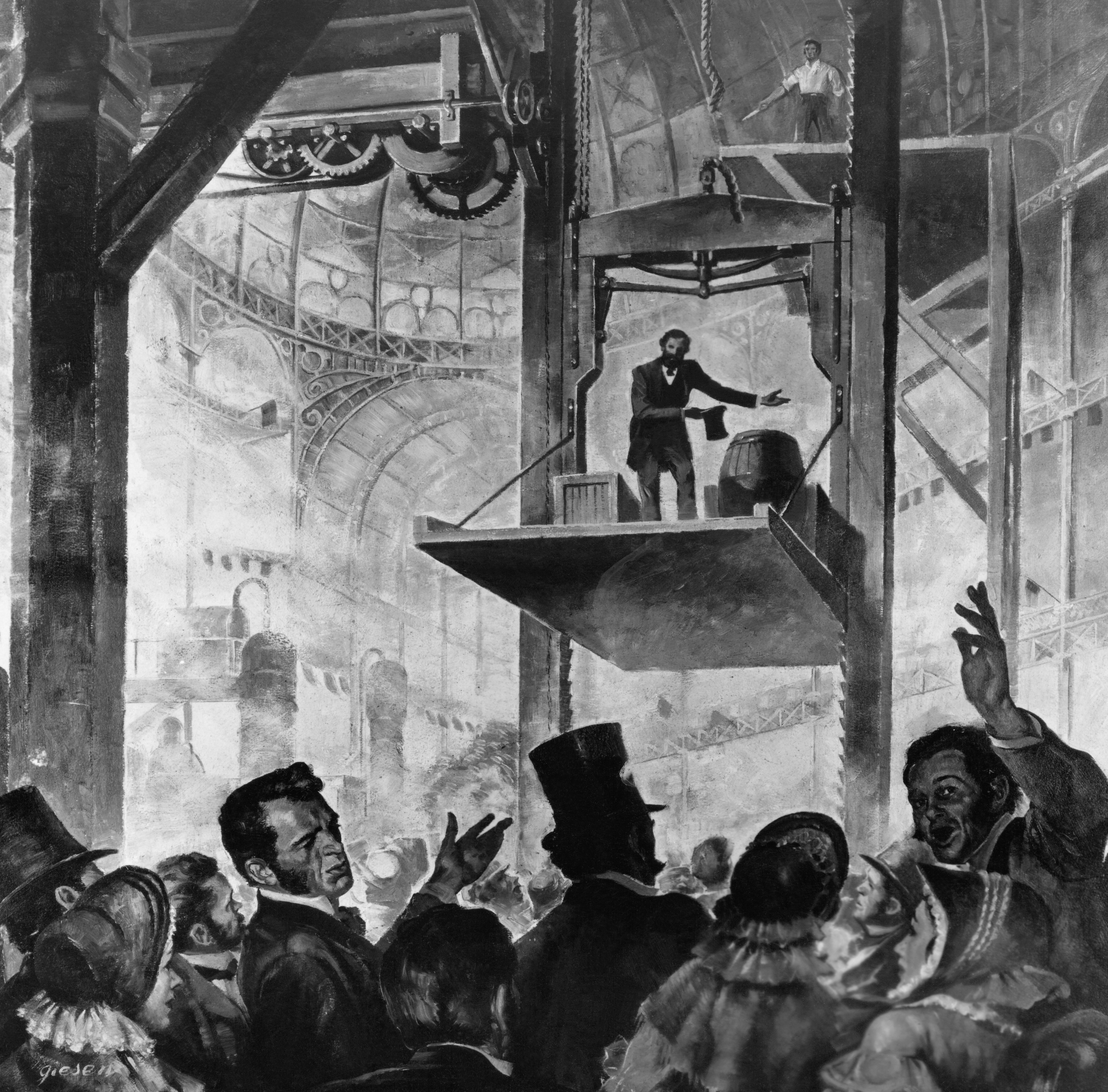
نشان دادن ترمز اتوماتیک آسانسور در معرض عموم. ۱۸۵۴